# Okręg wyborczy Farrer
Okręg wyborczy Farrer (ang. Division of Farrer) – jednomandatowy okręg wyborczy do Izby Reprezentantów Australii, obejmujący rozległe, lecz słabo zaludnione tereny w zachodniej i południowej części Nowej Południowej Walii. Patronem okręgu jest William Farrer, agronom uważany za ojca wielkopowierzchniowej uprawy pszenicy w Australii. Został utworzony w 1949 i przez cały ten czas kontrolują go partie wchodzące w skład Koalicji: Liberalna Partia Australii oraz Narodowa Partia Australii. 

## Lista posłów
| okres urzędowania | poseł           | przynależność              |
| ----------------- | --------------- | -------------------------- |
| 1949-1975         | David Fairbairn | Liberalna Partia Australii |
| 1975-1984         | Wal Fife        | Liberalna Partia Australii |
| 1984-2001         | Tim Fischer     | Narodowa Partia Australii  |
| od 2001           | Sussan Ley      | Liberalna Partia Australii |

źródło: 

## Dawne granice

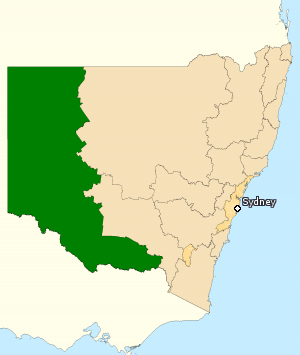
Okręg w granicach z 2010